# Stagno di Porto Ainu
Lo stagno di Porto Ainu è una zona umida situata in prossimità della costa nord-orientale della Sardegna, nell'omonima località turistica.
Appartiene amministrativamente al comune di Budoni.
La sua vegetazione comprende diverse piante e animali, tra cui l'airone bianco maggiore e tartarughe.